# Kurt Boysen
Kurt Boysen (* 29. März 1933 in Havetoftloit; † 19. November 2014 in Strande) war ein deutscher Jurist und Politiker.

## Leben
Boysen studierte Rechtswissenschaften und wurde 1968 von der Juristischen Fakultät der Kieler Christian-Albrechts-Universität zum Dr. jur. promoviert. Er war vom 1. Februar 1974 bis zum 30. April 1985 in den Kabinetten von Gerhard Stoltenberg und Uwe Barschel Staatssekretär im schleswig-holsteinischen Kultusministerium. Von 1985 bis 1987 nahm er einen Lehrauftrag an der Rechtswissenschaftlichen Fakultät der Universität Kiel wahr. Vom 16. Dezember 1987 bis zum 30. Mai 1988 war er unter dem geschäftsführenden Ministerpräsidenten Henning Schwarz Chef der Staatskanzlei des Landes Schleswig-Holstein.
1988 wurde er ordentliches Vorstandsmitglied und Geschäftsführender Partner der Wirtschaftsprüfungsgesellschaft BDO Deutsche Warentreuhand in Hamburg. 1998 wechselte er in den Aufsichtsrat des Unternehmens, dem er bis 1999 angehörte.

## Werke
- Das Nordstrander Landrecht von 1572: Entwicklung und Text. Neumünster: Wachholtz 1967 (Quellen und Forschungen zur Geschichte Schleswig-Holsteins 54), zugleich Diss., Kiel
- (Hrsg.) Der Wirtschaftsprüfer vor innovativen Herausforderungen: Festschrift für Hans-Heinrich Otte. Stuttgart: Schäffer-Poeschel 1992, ISBN 3-7910-0687-8
- (Hrsg.) Der Wirtschaftsprüfer und sein Umfeld zwischen Tradition und Wandel zu Beginn des 21. Jahrhunderts: Festschrift zum 75. Geburtstag von Hans-Heinrich Otte. Düsseldorf: IDW-Verlag 2001, ISBN 3-8021-0923-6

## Ehrungen
- 1978: Verdienstkreuz am Bande der Bundesrepublik Deutschland
- 1982: Verdienstkreuz 1. Klasse der Bundesrepublik Deutschland
- 2005: Großes Verdienstkreuz der Bundesrepublik Deutschland